# UE Rapitenca
UE Rapitenca is een Spaanse voetbalclub uit La Ràpita in Catalonië. De club heeft als thuisstadion het La Devesa en UE Rapitenca speelt in de Tercera División Grupo 5.

## Geschiedenis
UE Rapitenca werd opgericht in 1930. Van 1956 tot 1962 speelde de club in de Tercera División, waarna het jarenlang in de amateurdivisies actief was. Aan het begin van de 21e eeuw begon UE Rapitenca met een opmars: in 2001 promoveerde het van de Primera Territorial naar de Territorial Preferent, in 2004 volgde promotie naar de Primera Divisió Catalana en in 2005 keerde UE Rapitenca terug in de Tercera División. In het eerste seizoen terug op het vierde Spaanse niveau eindigde de club op een zevende plaats.